# Elydnodes variegata
Elydnodes variegata är en fjärilsart som beskrevs av John Henry Leech 1900. Elydnodes variegata ingår i släktet Elydnodes och familjen Pantheidae. Inga underarter finns listade i Catalogue of Life.